# ナズナ
ナズナ（薺・撫菜、学名：Capsella bursa-pastoris）は、アブラナ科ナズナ属の越年草。別名、ペンペングサ（ぺんぺん草）、シャミセングサ（三味線草）。田畑や荒れ地、道端など至るところに生え、春から夏にかけて白い花と三角形の果実をつける。春の七草の一つで、若苗や若葉は食用にもなる。ムギ栽培の伝来と共に日本に渡来した史前帰化植物と考えられている。

## 名称
和名ナズナの由来は諸説あり、早春に開花して夏になると枯れることから「夏無き菜」、つまり夏無（なつな）から変化したという説、撫でたいほど小さく可愛い花（菜）の意味から、「撫で菜（なでな）」から転訛したという説、あるいは朝鮮古語のナジから「ナジ菜」となり変化したなどの説がある。
ペンペングサ（ぺんぺん草）やシャミセングサという別名がよく知られ、ビンボウグサなどの呼び名もある。「ペンペン」は三味線を弾く擬音語で、花の下に付いている果実の形が、三味線の撥（バチ）によく似ていることから名付けられている。また、シャミセングサの由来も同様に、果実が三味線のバチの形に似ることによる。
英名の Shepherd's purse は「羊飼いの財布」の意味で、学名の種小名の語義も同じである。中国植物名（漢名）では、薺（せい）、薺菜（せいさい）と書かれる。

## 分布・生育地
北半球に広く分布する。日本では北海道から九州まで分布する。草原、野原、土手、荒れ地や、各地の郊外の道端、空き地、畑や庭のすみなど、日当たりの良いところならどこでもふつうに見られる。

## 形態・生態
越年生の草本（二年草）。地中に白い直根がある。春になると茎が伸びて草丈は10 - 50センチメートル（cm）になり、春の終わりごろには50 cm近くに生長する。冬越しの根生葉は、不規則に羽状に深く裂けた葉で、地面に張り付くように接して放射状に広がる。これをロゼットといい、早春の弱い日光を少しでも多く受け取ろうとする性質と考えられている。
株元にある葉の長さは10 cmで、ダイコンの葉のような切れ込みがあり羽状に裂けて、裂片は尖り、先は大きめになる。茎につく葉は小さめで、柄がなく基部は茎を抱き、切れ込みは無い。茎の上部につく葉は楕円形で、先は尖る。
花期は春から夏（3 - 7月）ころで、越冬するので背の低いうちから咲き始める。花茎を伸ばして分枝する茎先に総状花序を出して、有柄で十字形に4枚の白い花弁を持つ直径3ミリメートル（mm）ほどの小さな花を多数付ける。下から上へと次々に花を咲かせる無限花序で、下の方で花が終わって種子が形成される間も、先端部では次々とつぼみを形成して開花していく。花後は順次、実を結ぶ。
果実は特徴のある軍配形の倒三角形で、左右2室に分かれていて、それぞれの室に5 - 6個の種子が入っている。実は次第に膨らんで2室に割れて種子を散布する。こぼれ落ちた種子は秋に芽生え、ロゼットで冬を越すが、春に芽を出すこともある、越年草、または一年草である。

## 人との関わり

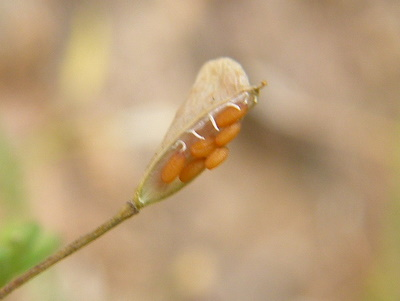
ナズナの種子

雑草扱いされることが多いが、有用植物として日本では昔から人々に利用されている。日本では正月7日の七草がゆには欠かせない食材として、若葉は食用に用いられている。若苗のころの若葉に含まれるミネラル中には鉄分やマンガンも多く、常食すれば補血に役立つものと考えられている。
薬用にも用いられていて、開花期の全草にコリン、アセチルコリン、フマル酸、パルミチ酸、ビルビ酸、スルファニル酸、シュウ酸、酒石酸、リンゴ酸、クエン酸、アルギニン・メチオニンなどのアミノ酸、ショ糖・ソルボスなどの炭水化物、フラボノイドなどの成分を含んでいる。アセチルコリン、コリンなどは副交感神経に対する刺激作用があると言われ、唾液や胃液の分泌を促し、血圧降下の作用もあるといわれている。

### 食用
ナズナは春の七草の一つで、七草粥にして、古くから茎が立たないロゼット状の若苗を食用にする。特に秋の若苗は、柔らかで香味がよいと評されている。採取時期は暖地が10 - 3月、寒冷地で3 - 5月ごろが適期とされる。食べるときは、初春の伸び始める前の若苗を、2 cmほどに刻んで軽く塩ゆでして、水にさらして固く絞り、お浸し、和え物、煮びたし、汁の実にしたり、軽く塩揉みして漬物にしたりする。キノコ汁に欠かすことのできない山菜とされ、汁物の実、すまし汁に入れたりする。湯にくぐらせてみじん切りにした若葉に多めに塩を振って、押しぶたをして作った塩辛は、珍菜としてお茶漬けなどに用いる。
かつては冬季の貴重な野菜であった。日本の七草粥と同様に、朝鮮でもナズナの若葉を粥に入れて食する習慣が古くからあったといわれる。貝原益軒は『大和本草』で宋の詩人蘇軾を引用し「『天生此物為幽人山居之為』コレ味ヨキ故也」（大意：「天は世を捨て暮らしている人の為にナズナを生じた」これは味が良いためである）と書いている。七草粥の頃には春の七草がセットで販売されるが、それにナズナと称してタネツケバナが入っている例がある。

### 薬用
開花期の全草を引き抜いて天日乾燥したものが生薬になり、薺（せい）・薺菜（せいさい）と称されている。
民間薬として陰干ししたのちに煎じたり、煮詰めたり、黒焼きするなどしたものは解熱・下痢・便秘・止血・生理不順・子宮出血・利尿・慢性腎炎・むくみ・目の充血や痛みに効くとされ、各種薬効に優れた薬草として用いられる。民間療法では、全草1日量5 - 10グラムを水500 - 600 ccで半量になるまで煎じ、3回に分けて服用する用法が知られている。ただし、胃腸に熱がある人に対しては効果が薄いともいわれている。高血圧や便秘には、1日量20グラムを煎じて用いるとよいと言われている。目の充血や痛みなどには、冷ました煎液で洗うとよいとされる。

### 風習
江戸時代には、旧暦4月8日に、糸で束ねて行灯の下に吊るし、虫除けのまじないにする習俗が広くあった。
このほか、子供のおもちゃとしての利用もある。果実が付いた花茎を折り取り、果実の柄を持って下に引くと、柄がちぎれて皮でぶら下がった状態になる。このように多数の果実をぶら下げた状態にして、花茎を持ってくるくる回す（でんでん太鼓を鳴らすように）と、果実が触れ合ってちゃらちゃらと小さな音がするのを楽しむ、というものである。

## 文化

### 慣用句
ぺんぺん草が生える
ナズナが荒廃した土壌であっても生育することから、荒れ果てた様子を指す。
ぺんぺん草も生えない
荒廃した場所で育つナズナでさえも生育しない様子から、転じて何も残っていない状態、一切合財が残らない状態を揶揄した表現で、「○○が通った後はぺんぺん草も生えない」のように用いる。

### 家紋
- 八薺（やつなずな） - ロゼット状に広がったナズナの8枚の葉を図案化した家紋[18]。

## 近縁種
近縁種にイヌナズナやマメグンバイナズナなどがあり、姿は似ているが、ナズナは花色と果実の形が異なり、花が白くて、果実が三角形であることが特徴である。
- イヌナズナ Draba nemorosa - 花が黄色くて果実は長楕円形をしていて、食用にならない[12]。
- グンバイナズナ Thlaspi arvense
- マメグンバイナズナ Lepidium virginicum - 白花で果実が倒卵形[12]。

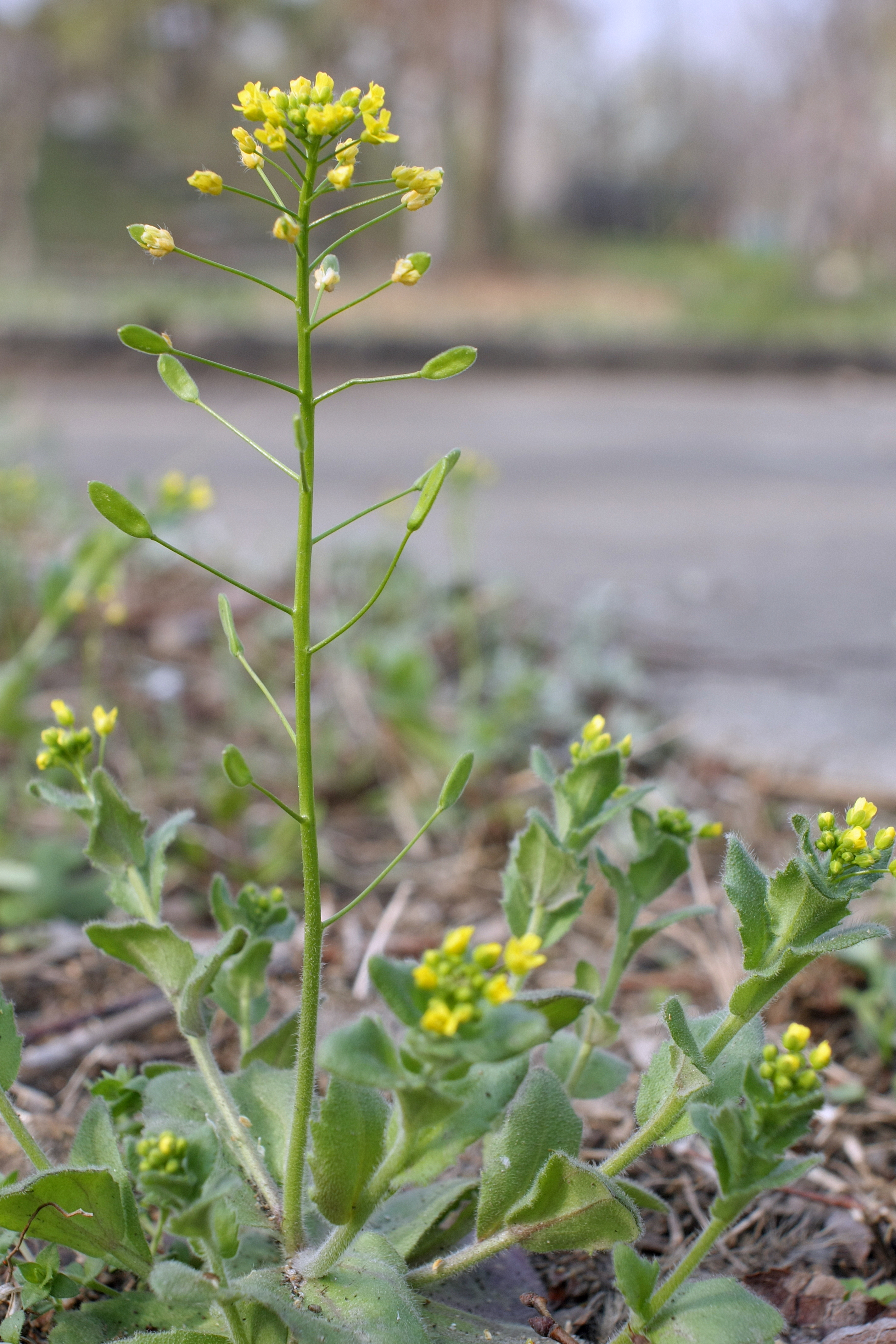
イヌナズナ
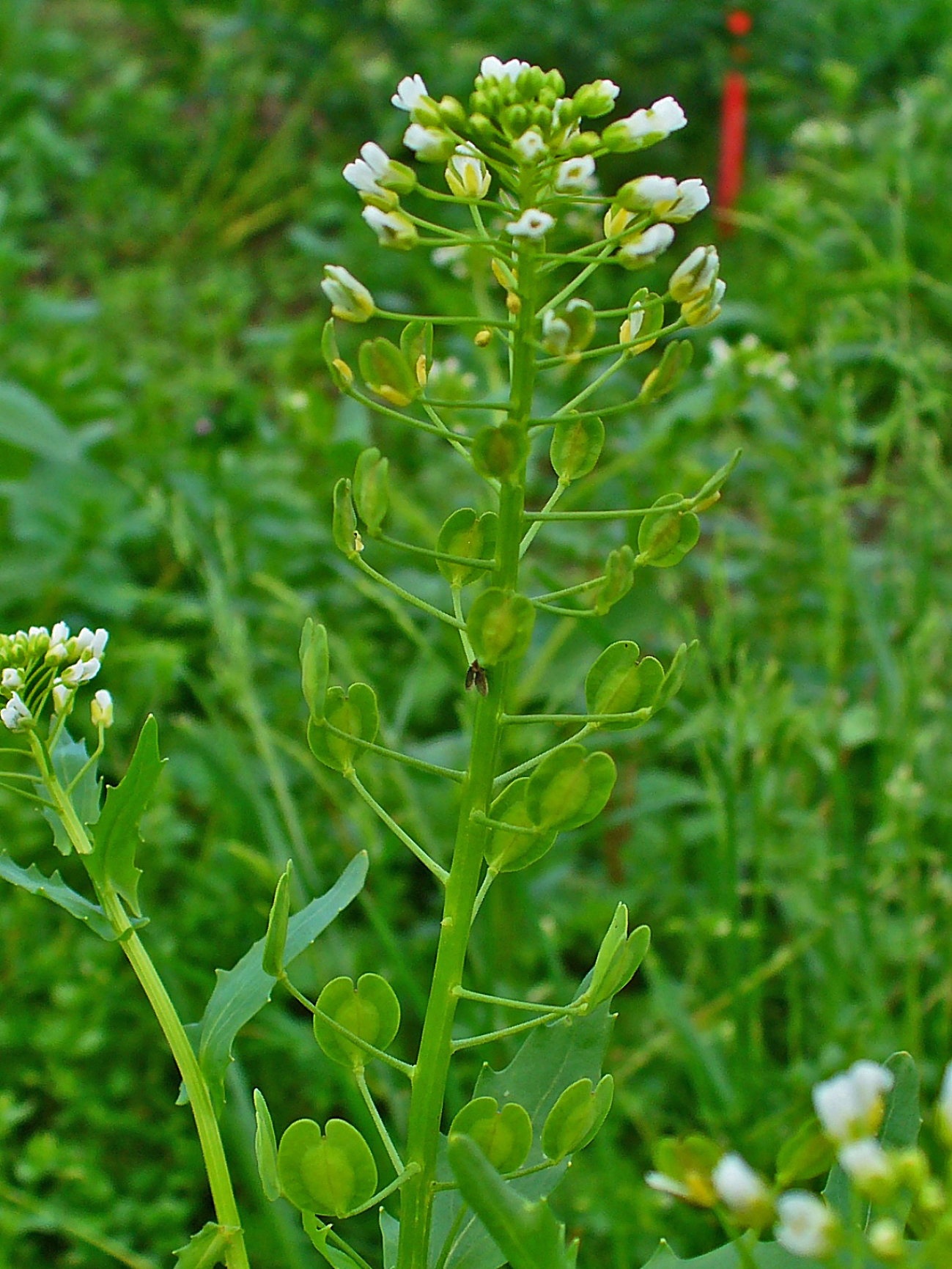
グンバイナズナ
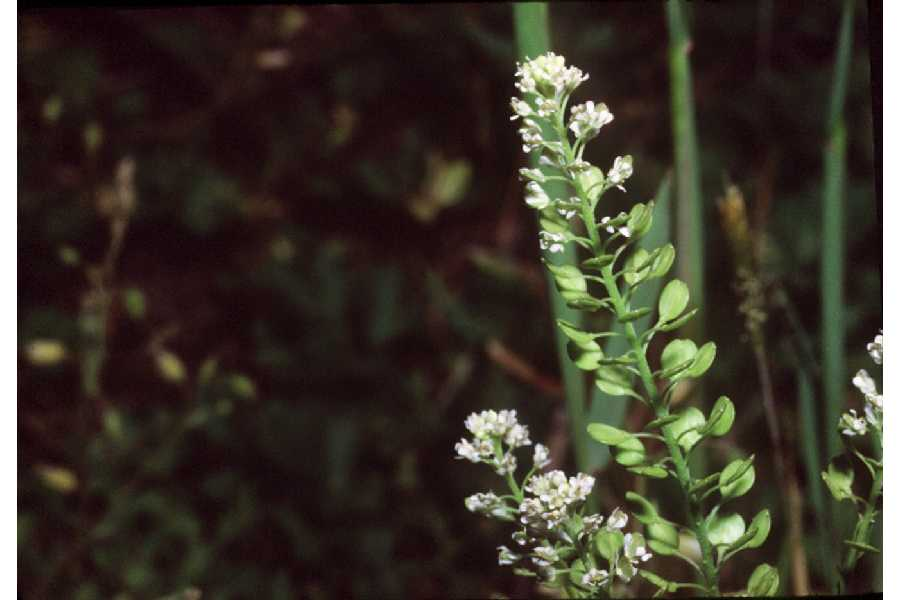
マメグンバイナズナ